# 瓦廖-巴西利卡塔
瓦廖-巴西利卡塔（義大利語：Vaglio Basilicata），是意大利波坦察省的一个市镇。总面积42平方公里，人口2150人，人口密度51.2人/平方公里（2009年）。ISTAT代码为076094。